# Wilhelm Baumann
Wilhelm Baumann (Berlino, 12 agosto 1912 – 14 marzo 1990) è stato un pallamanista tedesco.

## Palmarès

### Olimpiadi
- Oro a Berlino 1936 nella pallamano.